# 南雲勝郎
南雲 勝郎（なぐも かつろう〔本名：南雲 克弘〕）は、日本の俳優。

## 略歴
真田広之やブルース・リーに憧れてジャパンアクションクラブの養成所に入所するも程なくして退所し、約2年後に劇団「MAGAZINE」に在籍。それから約1年後に主催者である船越英一郎の付き人となり現在に至る。船越の出演するドラマに100作品以上出演し、船越と共演している。

## 出演

### 映画
- 「白夜行」（2011年1月29日）

### テレビドラマ

#### 日本テレビ
- 火曜サスペンス劇場 → DRAMA COMPLEX
  - 「小京都ミステリー」
    - 第6作「会津涙橋殺人事件」（1992年7月7日）
    - 第7作「薩摩恋人形殺人事件」（1992年12月1日） - 刑事 役
    - 第9作「出雲路天女伝説殺人事件」（1993年9月7日） - バス会社社員 役
    - 第10作「安芸奥の細道殺人事件」（1993年12月7日） - 葡萄農家 役
    - 第11作「伊予夢芝居殺人事件」（1994年3月15日） - うどん屋の店員 役
    - 第12作「みちのく酒田殺人事件」（1994年7月19日） - 酒造会社社員 役
    - 第13作「豊後路石仏殺人事件」（1995年1月3日） - スナック店員 役
    - 第15作「大和路くみひも殺人事件」（1995年9月26日） - 野次馬 役
    - 第20作「肥後人吉殺人事件」（1997年7月1日） - 交番巡査 役
    - 第21作「周防岩国殺人事件」（1997年10月21日） - 野次馬 役
    - 第22作「津軽弘前殺人事件」（1998年2月24日） - 山岸 役
    - 第23作「水郷柳川殺人事件」（1998年8月25日） - 通報者 役
    - 第24作「吉備津鳴釜殺人事件」（1998年11月10日） - パチンコ店店員 役
    - 第26作「豊後一子相伝殺人事件」（1999年8月31日） - 雑貨屋 役
    - 第27作「奥州三代嫁姑殺人事件」（2000年1月11日） - キューポラの館職員 役
    - 第28作「長崎ビードロ殺人事件」（2000年8月15日） - しまばら水屋敷の客 役
    - 第29作「郡上おどり殺人事件」（2001年1月16日） - 大森 役

  - 「箱根湯河原温泉交番」 - 南雲 役
    - 第1作「義経の涙」（2003年11月11日）
    - 第2作「夫婦椿の涙」（2004年7月27日）
    - 第3作「芸妓の涙」（2005年1月25日）
    - 第4作「天神様の涙」（2005年4月26日）

  - 「手の上のシャボン玉」（2006年9月5日）
- 「テレビ、翔んだ!〜視聴率か親子の断絶か 同居で始まった嫁・姑・大姑の三世代大騒動〜」（1999年3月16日）
- 「生誕100年記念 松本清張ドラマスペシャル・書道教授」（2010年3月23日）

#### TBS
- 「サルでも撮れるテレビ番組」（1992年2月4日）
- 月曜ミステリー劇場 → 月曜ゴールデン
  - 「上条麗子の事件推理」
    - 第2作「死を呼ぶ早期退職者」（2002年7月15日） - 刑事 役[2]
    - 第3作「死を呼ぶ遺産相続」（2003年4月14日） - 刑事 役[3][4]
    - 第4作「死を呼ぶ老後資金」（2004年4月19日） - スーパーの店長 役

  - 「夏樹静子サスペンス 揺らぐ灯 熱海・七半岸壁の女」（2003年7月14日） - 小西 役
  - 「狩矢警部シリーズ」 - 神山行雄 役
    - 第1作「京都華道家元殺人事件」（2005年10月24日）[5]
    - 第2作「京都弓道殺人事件」（2006年5月1日）[6]
    - 第3作「京都茶道三姉妹殺人事件」（2007年7月9日）
    - 第4作「京都阿修羅王殺人事件」（2008年4月14日）[7]
    - 第5作「京舞妓殺人事件」（2009年1月26日）
    - 第6作「燃えた花嫁」（2009年2月2日）
    - 第7作「小野小町殺人事件」（2009年11月2日）
    - 第8作「京都西大路通り殺人事件」（2010年5月17日）
    - 第9作「坂本龍馬殺人事件」（2010年11月15日）[8]
    - 第10作「千利休・謎の殺人事件」（2011年7月4日）
    - 第11作「京都舞踊襲名殺人事件」（2012年3月19日）[9]
    - 第12作「京都香道殺人事件」（2012年11月19日）[10]
    - 第13作「京都人形浄瑠璃殺人事件」（2014年3月3日）[11]
    - 第14作「京都ベリーダンス殺人事件」（2014年12月22日）[12]
    - 第15作「京都タペストリー殺人事件」（2015年12月7日）[13]

  - 「捜し屋★諸星光介が走る!」 - 煎餅屋 役
    - 第4作「かみさんが消えた!? 同窓会の夜に彼女を惑わせたのは恋の面影? 不倫の傷跡？ナゾの失跡に隠された秘密に光介が迫る!」（2008年6月2日）
    - 第5作「消えた名門高教師・家族の余命宣告と少年の転落死が一本につながる時! 野望と陰謀の果ての真実を怒る光介が捜し出す!」（2010年4月12日）
    - 第6作「定年直後に夫が失踪!! 退職金は! 年金は…? その時妻は… 3年前の資産家殺しと独り暮らしの老母の謎の死を光介が暴く」（2011年11月21日）
    - 第7作「失踪した息子の謎に潜む超高層マンション計画の不正入札 殺人犯は最愛の息子!? 疑惑と陰謀の間でうごめく悲しき親子の絆」（2014年8月11日）
- 「赤い運命」最終話（2005年10月6日）

#### フジテレビ
- 金曜エンタテイメント → 金曜プレステージ → 金曜プレミアム
  - 「新・京都祇園芸妓シリーズ」
    - 第1作「都おどり殺人事件」（2003年11月28日）
    - 第2作「京都百人一首殺人事件」（2004年11月5日）
    - 第3作「京都花嫁衣裳殺人事件」（2008年2月8日）

  - 「所轄刑事」
    - 第1作「必死の捜査報告」（2004年9月10日） - フロント係 役
    - 第2作「必死の生活安全課」（2005年12月2日） - 警官 役
    - 第3作「涙の生活安全課 〜必死のアキバ捜査網〜」（2007年3月16日） - 刑事 役
    - 第4作「罠にはまった生活安全課」（2008年8月1日） - 置き引き犯 役
    - 第5作「走れ! 生活安全課〜振込め詐欺の出し子を探せ〜」（2010年1月22日） - 借金取り立て屋 役
    - 第6作「欺かれた生活安全課」（2011年10月21日） - 金融会社社員 役
    - 第7作「能登・金沢 ストーカー連続殺人事件の闇」（2012年7月27日） - 刑事 役
    - 第8作「信州・安曇野〜白骨温泉 売春組織に迫る復讐の剣」（2013年1月18日） - 裏カジノの男 役
    - 第9作「にわか雨が殺意を導く 疑惑の夫婦に完璧すぎるアリバイ! 殺された郵便配達人の正体は!? 凸凹コンビが真相へ突っ走る!!」（2014年8月29日） - 南沢 役
    - 第10作「船越英一郎主演100作記念! 元警察官の不審死…残された6ケタの暗号? 復讐に燃える父の失踪と大物政治家の殺害予告二転三転する難事件に破天荒なデカが挑む!」（2016年12月9日） - 刑事 役

  - 「外科医 鳩村周五郎」
    - 第1作「母を探して! 子連れ天才外科医の事件調査 医学界を追われた元エリート医師が挑む闇のオペ! 傷痕が語る事件の真相」（2004年11月19日） - 山本 役
    - 第2作「難病の子供を救え 子連れの天才外科医に託された命のお守り! 執刀痕が語る古都金沢殺人事件の真相!」（2006年7月28日） - 警官 役
    - 第3作「飛騨高山の大病院に絡む連続殺人… 余命僅かな女性が握る謎と病気に挑む子連れの天才外科医」（2007年2月16日） - 俥夫 役
    - 第4作「一人娘を残し夫の死の真相を追う重病の母親… 歪んだ愛から生じた悲劇…周五郎最大危機」（2008年3月28日） - 医師 役
    - 第5作「放浪の天才外科医に叩きつけられた謎の挑戦状!! 体内に埋めこまれた毒入りカプセルを制限時間内に取り出せ… 自分が治した患者が次々と狙われる裏側に妻の死の謎が」（2009年3月27日）
    - 第6作「病死した妻は殺されていた!? 杜の都仙台に残された疑惑の写真… 懸賞金1億円をかけられた逃亡犯が握る謎」（2009年8月28日） - 仙台中央大学病院医師 役
    - 第7作「呪いの薬品庫〜美人院長の周囲で謎の連続殺人… 占拠された病院に隠された悪魔の治療薬 遂に妻の死の真相が明らかに!!」（2010年9月17日） - ビルの建設現場作業員 役
    - 第8作「呪われた村で起きた無差別毒殺事件再び! あの鍋に誰が毒を? …呪いか? たたりか? 村を“病”に陥れた悪の正体が今暴かれる!」（2011年7月1日） - 顎が外れた現場作業員 役
    - 第9作「美しくなりたい…! 女性の願望は惨劇の始まりだった! 舞台は美貌の島 ― 見えない敵を相手に周五郎が女性の心理を利用した悪魔に挑む!」（2012年3月16日） - 救助マットで正美を助けようとした人たち 役
    - 第10作「この中に悪魔がいる 元看護師5人の再会が惨劇の幕あけだった… 1人だけ同窓会に現れない女は周五郎が助けた女? 2度殺された女の秘密」（2012年8月17日） - 南原 役
    - 第11作「白樺高原への殺人招待!  雪の山荘に集められた4組の客が次から次へと死んでいく… 招待したのは誰か? 断絶された空間で起こる恐怖に耐えられるか?」（2013年2月22日） - 医師 役
    - 第12作「謎の皮膚異常を残した死体〜全ては1つの病院とつながっている!〜」（2014年2月7日） - 豊田記念総合病院職員 役
    - 第13作「止まったら死ぬ…! 恐怖の仕掛けを身体に埋め込まれた男たちの共通点は? 国民的人気キャスターと共に周五郎は謎に包まれたある“団体”に迫る!」（2014年7月4日） - 記者 役
    - 第14作「加賀友禅殺人事件」（2016年6月24日） - 建築現場作業員 役

  - 「船越英一郎殺人事件」（2018年8月24日） - 帝王ホテル従業員 役
- 「トレース〜科捜研の男〜」第4話（2019年1月28日） - 捜査員 役
- テイオーの長い休日 第4話（2023年6月24日） - 畠中満彦 役

#### テレビ朝日
- 土曜ワイド劇場
  - 「北都殺人紀行」（1995年2月25日）
  - 「高橋英樹の船長シリーズ」
    - 第7作「瀬戸内・潮騒の女」（1995年8月12日）
    - 第9作「愛と死の殺人海流」（1997年9月27日） - 山口 役
    - 第10作「太平洋殺意のうず潮」（1998年9月26日）
    - 第11作「狙われた密会航路」（1999年10月30日） - 石井 役
    - 第12作「殺意の密室航路」（2000年12月2日）

  - 「法医 歯科学の女」第2作（1997年8月9日） - 釣り人 役
  - 「エステサロン白い肌殺人事件」第2作（1998年12月26日）
  - 「事件記者冴子の殺人スクープ」
    - 第1作「沖縄珊瑚礁の海 見知らぬ男の死体に抱きつかれて…」（1999年8月7日） - 金城 役
    - 第2作「殺される! 留守電に親友の死のさけび! お遍路さん四国八十八ヶ所巡礼の旅に謎が…」（2001年3月31日） - 江本 役
    - 第3作「恋人が女殺しで指名手配に! 宮崎・高千穂に真犯人を追う 地上142メートルの空中対決!」（2001年11月24日） - 刑事 役
    - 第4作「神戸・横浜 ナース連続殺人の罠」（2003年11月1日） - 神奈川県警主任 役

  - 「ラーメン刑事「龍」の殺人推理」第1作（2000年10月21日） - 三島次郎 役
  - 「覗く女 実況中継された連続殺人!」（2002年8月24日）
  - 「火災調査官・紅蓮次郎」
    - 第1作「炎の複合連続殺人! 遠隔操作トリック7kmの謎」（2003年1月25日） - 刑事 役
    - 第2作「放火現場に残された2種類の灯油の謎!」（2003年6月7日）
    - 第3作「消防官失格!? 密室連続出火の謎…」（2004年2月14日） - ガードマン 役
    - 第8作「家を間違えて放火した女! 突然発火した庭の土?」（2008年1月26日） - 刑事 役
    - 第9作「雨が燃やす紫の炎!! 火の海から女マジシャンを救え!!」（2009年4月25日） - 刑事 役

  - 「新船長の航海事件日誌」（2006年7月8日） - 大西健 役
- 「京都地検の女」シリーズ
  - 「京都地検の女 第1シリーズ」最終話（2003年9月11日）
  - 「京都地検の女 第4シリーズ」最終話（2007年12月20日）
- 「その男、副署長」シリーズ
  - 「その男、副署長 season1」第4話（2007年5月17日）
  - 「その男、副署長 season3」第5話（2009年11月12日）
- 「椿山課長の七日間」（2009年12月19日）
- 「家栽の人」
  - 第1作「資産家殺人事件で自首したのは母を憎む19歳少年… 植物好きの判事が温かな奇跡を起こす」（2020年5月17日） - 相沢三郎 役
  - 第2作「壊れた家族の絆… 親権を取るために手段を選ばない母と父 植物好きの判事が今夜温かな奇跡を起こす」（2021年9月29日） - 野次馬 役

#### テレビ東京
- 「次郎長三国志」（2000年1月2日）
- 女と愛とミステリー → 水曜ミステリー9
  - 「山村美紗サスペンス 京都新婚旅行殺人事件」（2002年6月30日） - 社員 役
  - 「刑事吉永誠一 涙の事件簿」
    - 第1作「絵が殺した女」（2004年5月26日） - 畑田 役
    - 第2作「帰れない遺骨」（2004年12月15日） - 科捜研 役
    - 第3作「一億円の幸せ」（2005年11月16日） - 紅茶と料理の店「サモアール」店長 役
    - 第4作「いちばん大切な死体」（2006年8月9日） - 質問者 役
    - 第5作「約束の指切り」（2007年1月24日） - 爆弾処理班 役
    - 第6作「五億円の黒い白髪」（2007年8月22日） - ボーイ 役
    - 第7作「不幸を呼ぶ宝石」（2008年10月1日） - カキ捌き工場の従業員 役
    - 第9作「迷い骨」（2012年6月20日） - 教育ローン会社社員 役
    - 第10作「沈黙の宴」（2012年10月17日） - 漁師 役
    - 第11作「赤い遺産」（2013年4月3日） - 鍵師 役
    - 第14作「シリーズ完結! 最後の大捜査」（2016年12月28日） - 安達晴彦 役

  - 「松本清張生誕100年特別企画・黒の奔流」（2009年3月4日） - 医者 役
- 「クラブママ 立花小夜子 銀座高級クラブママVS熱海老舗旅館女将」（2005年11月27日）

### その他
- 「カキューン!!」第77回（2011年11月3日、関西テレビ）